# Sankt Blasius fest
Sankt Blasius fest (kroatiska: Festa Svetog Vlaha) är en årligen återkommande religiös och kulturell festlighet i Dubrovnik i sydligaste Kroatien. Festen högtidlighåller minnet av stadens skyddshelgon sankt Blasius och kulminerar på dennes minnesdag, tillika stadens dag, som inom den romersk-katolska kyrkan infaller den 3 februari. 
Sankt Blasius fest har i Dubrovnik firats oavkortat sedan år 972 och sedan 2009 är festligheten upptagen på Unescos lista över mänsklighetens immateriella kulturarv.

## Beskrivning

### Legenden
Enligt legenden tros sankt Blasius, biskop av Sebaste som led martyrdöden, år 971 ha uppenbarat sig för kanikern Stojko i Sankt Stefans kyrka och varnat för venetianarna vars galärer hade slagit ankare i havet utanför staden med förevändningen att de behöver proviantera. Enligt legenden ska venetianarnas intention ha varit att inta staden. Stojko kallades till senaten för att beskriva uppenbarelsen. Helgonets uppenbarelse och varning ledde till att Dubrovnikborna förberedde sig på försvar och lyckosamt avstyrde venetianarna från att inta staden. Efter denna händelse kom Dubrovnikborna att välja sankt Blasius till stadens skyddshelgon och beskyddare.

### Firandet
Festligheterna inleds på kvällen den 2 februari och äger till stora delar rum framför Sankt Blasius kyrka i Gamla stan. De inleds då alla kyrkklockor i Dubrovnik ringer och vita duvor släpps fria som en symbol för freden. Troende samlas för ett rituellt helande av halsen som ska skydda dem från sjukdom. På Orlandos kolonn firas helgonets flagga.
Den 3 februari kulminerar festligheterna. Fanbärare iklädda folkdräkter strömmar in i staden för att delta i festlighetens centrala del, en procession som går via Stradun. I processionen deltar biskopar, ambassadörer, utvalda ledare, celebriteter och lokalbor.

### Kultur
Festligheterna förkroppsligar många aspekter av den mänsklig kreativiteten och uppvisar stor variation i form av ritualer, folkvisor och skapandet av traditionella hantverk (inklusive skapandet av historiska vapen som avfyras som en del i firandet). I kulturell bemärkelse har firandet som fortgått under flera århundraden kommit att stärka Dubrovnikbornas identifiering med stadens skyddshelgon och festligheterna har kommit att symbolisera tradition och människans rätt till fred och frihet.